# 상산하향
상산하향 운동(上山下鄕運動, 영어: Up-to-the-Mountains and Down-to-the-Countryside Movement) 또는 단순히 하향운동(下鄕運動, 영어: Down-to-the-Countryside Movement)은 중화인민공화국에서 1957년 이후 상급 간부들의 관료화를 막기 위해서 실시한 운동이다. 중국공산당 당원 및 국가 공무원들을 벽지 농촌이나 공장에 보내 노동에 실제로 종사시키는 일이다. 또 도시의 학교를 졸업한 젊은이들을 변경 지방에 정착시킴으로써 정신 노동자와 육체 노동자간의 거리감을 없앨 수 있도록 하고, 낙후된 농촌 산간 지역을 근대화시키려는 목적에서 실시되었다. 특히 문화대혁명기에 성행하였다.